# Aereo da interdizione

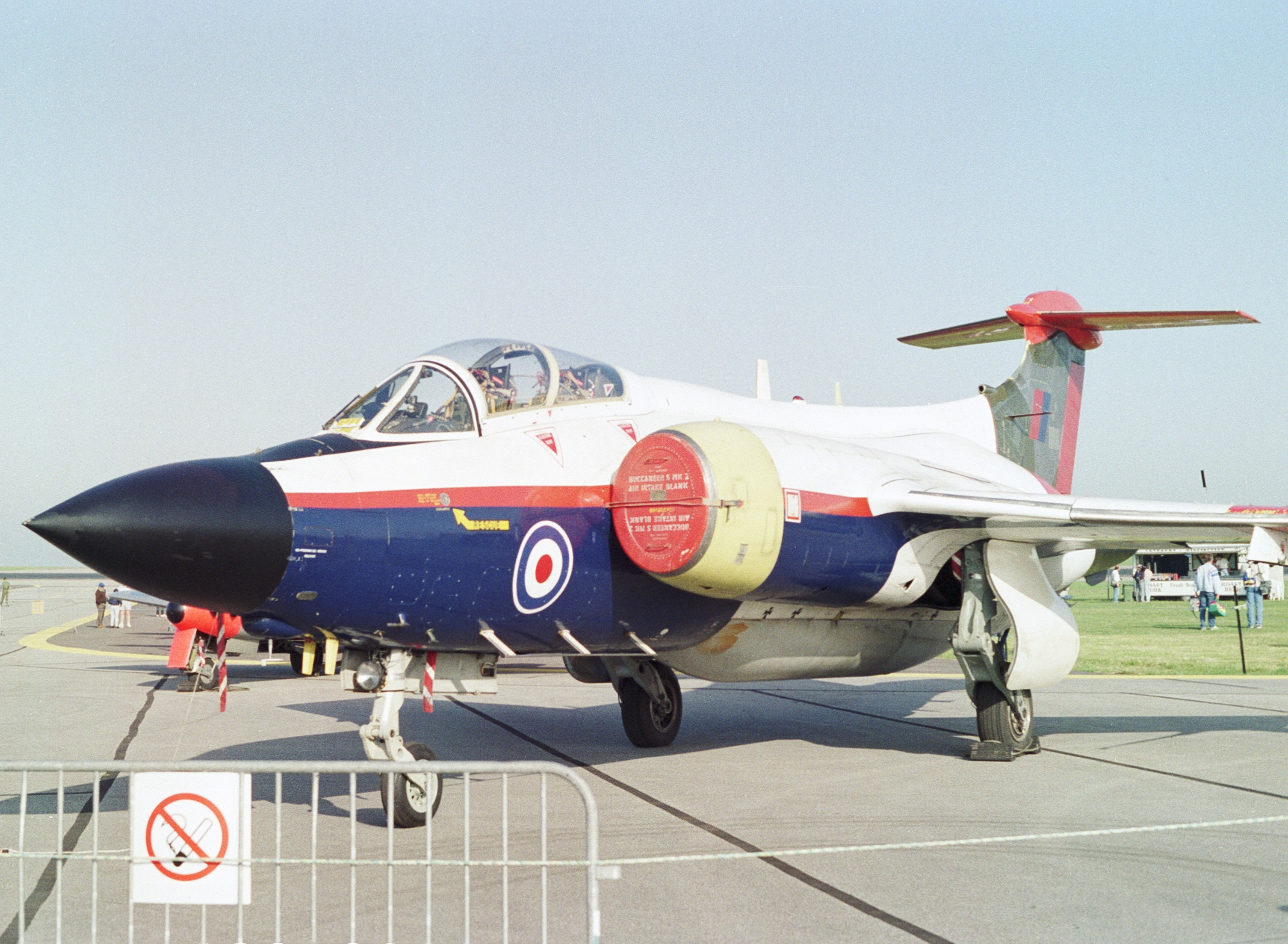
Un Blackburn Buccaneer, esempio di aereo da interdizione

Un aereo da interdizione, o interdittore, è un tipo di aereo da attacco che opera molto indietro rispetto alle linee nemiche, con l'esplicito intento di interdire gli obiettivi militari del nemico, in particolare quelli coinvolti nella logistica. L'interdizione aerea impedisce o ritarda le forze e le forniture nemiche dal raggiungere il fronte di battaglia.

## Velivoli
- BAC TSR-2
- Blackburn Buccaneer
- Dassault Mirage 2000D
- English Electric Canberra
- General Dynamics F-111
- North American A-5 Vigilante
- Panavia Tornado IDS
- Saab 37 Viggen
- SEPECAT Jaguar
- Sukhoi Su-24
- Sukhoi Su-34
- Xian JH-7